# フェルナン・コルテス

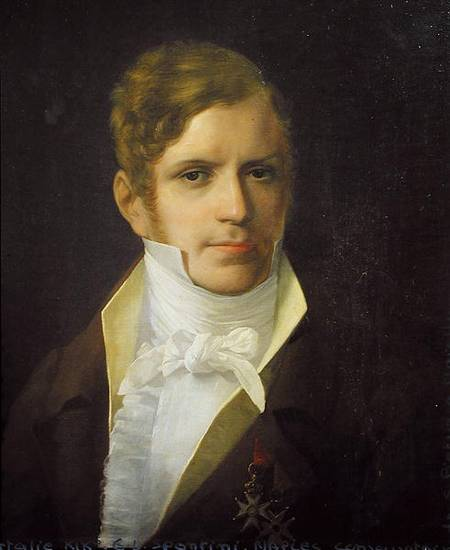
スポンティーニ

『フェルナン・コルテス』（フランス語:  Fernand Cortez ）は、ガスパーレ・スポンティーニが作曲した全3幕からなるフランス語のオペラで、トラジェディ・リリック（抒情悲劇）と銘打たれている。初演時の題名は『フェルナン・コルテス、またはメキシコの征服』（フランス語: Fernand Cortez, ou La conquête du Mexique ）。1809年11月28日にパリ・オペラ座にて初演された。エルナン・コルテスのメキシコ（アステカ帝国）遠征という歴史的事実を題材としたこのオペラはエキゾティックな雰囲気に包まれた大ロマンで美しく迫力のある曲である。

## 概要

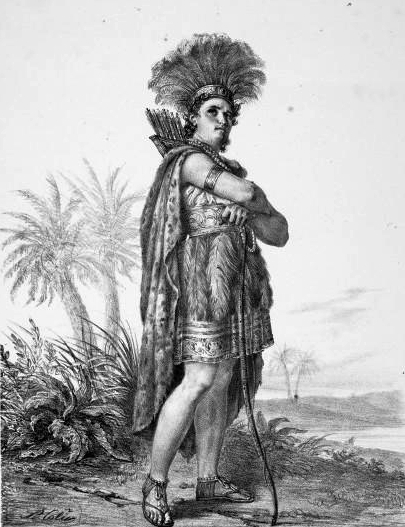
『フェルナン・コルテス』に出演したダバディ

スポンティーニは全部で29作のオペラを書いているが、彼の名声は主としていずれもパリ・オペラ座のために書かれた『ヴェスタの巫女』（1807年）、『フェルナン・コルテス』、『オランピ』（1819年）の3作によって確立された。これらはリュリやラモーの時代以来のフランスの正歌劇の伝統的素質を備えたものだった。あの堂々としたあたかも彫刻を思わせるような端正な形に仕上げられた作品は、その中に込められた豊饒なオーケストラの響き、豪華な舞台装置、周到を極めた細目の考証などによってパリ・オペラ座の中に新しい一つの芸術的指標を打ち立てた。スポンティーニの壮麗なトラジェディ・リリックはマイアベーアのグランド・オペラに影響を与え、ワーグナーにも称賛された。
本作はナポレオンが彼の軍隊の栄光を讃える意味を込めて、自ら主題を選んでスポンティーニに作曲を依頼したのだが、聴衆は音楽に夢中になってしまい、プロパガンダの目的とは異なったため、すぐにレパートリーからは外され、1817年まで上演されなかった。16頭の馬に乗った金色の衣の騎士が走り回るなど、見世物的な面が多かったが、音楽は野心的で、いくつかの場面は大変美しい。
本作には、この実際の歴史的題材を、真に写実的に処理したオペラ史上初の試みが見られる。本作の上演にあたっては、ナポレオンの庇護により費用はいささかも惜しまれなかった。それは見世物的要素を多分に含めた作品で、劇中、騎兵隊の進撃場面が大変な呼び物となった。舞台装置は地形的に見ても信憑性が確保されるように注意深く設計されており、衣装についてもスペイン軍の制服とメキシコの戦士の服装の相違がはっきりわかるように、特に綿密な注意が払われた。
D・J・グラウトは「本作はマイアベーアのタイプのグランド・オペラの出発点と見ることもできるが、マイアベーアと比較すると、彼の作風を控え目で、芸術的にも一貫性が保たれ、感覚的要素が一定の枠から外れることがなく、また劇的な意図が手段を択ばぬ劇場効果や音楽的効果のために見失われることがない。彼のスタイルはもったいぶって派手好みだが、その底には統一性と荘重さ、素朴な気分があり、そうした意味ではロマン派の精神よりも古典派の精神に近い」と評している。一方で「リブレットは『ヴェスタの巫女』ほど良くなく、音楽のスタイルもあまり揃っていない。優れている部分もいくつかあるが、つまらない旋律も数が多く、そのような箇所では旋律と和声の着想の貧しさが19世紀のイタリア・オペラの一番悪い点を思わせる」という弱点も指摘している。
本作の改訂版が1817年にパリ・オペラ座で上演された際には、故郷から出てきたばかりの医学生であったベルリオーズがほとんど毎晩のように熱烈に観劇に訪れていた。ベルリオーズは生涯に亘って、本作のことを覚えていたことだろう。彼の古典主義への回帰と言える『トロイアの人々』を想起させることが十分にその証となっている。『フェルナン・コルテス』はグルックの古典主義の最終章である共に、後のヴェルディの洗練された表現やベルリオーズの偉大なシーンへの幕開けでもあったのである。

## リブレット

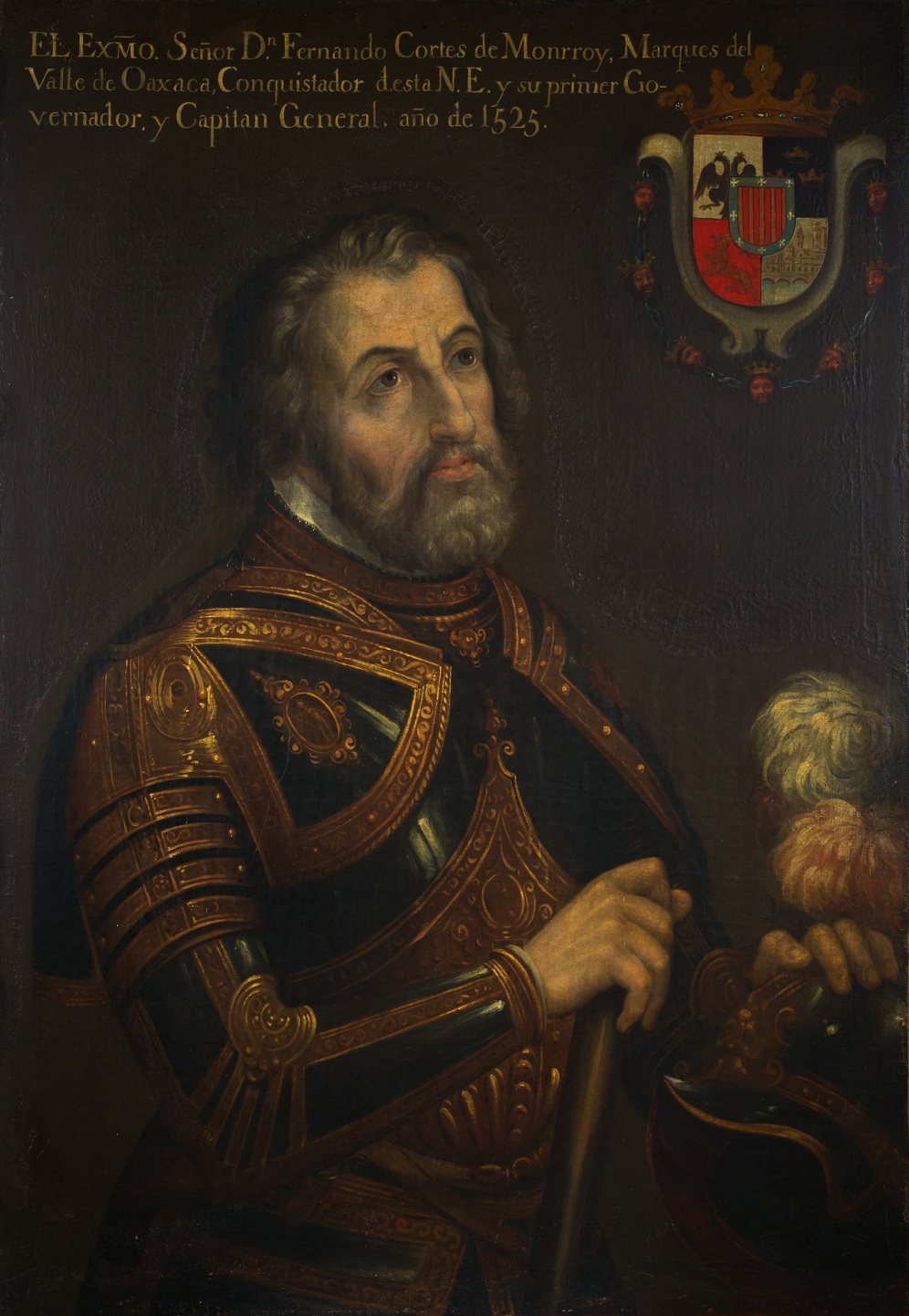
コルテス

リブレットはアレクシス・ピロンの悲劇『フェルナン・コルテス』(1744年)が原作となっており、これを基にヴィクトール＝ジョゼフ・エティエンヌ・ド・ジュイとジョゼフ=アルフォンス・エスメナール（英語版）がフランス語で作成した。本作はスポンティーニの創作活動の最盛期に作曲、改訂されている。本作の主人公はこのオペラの制作を支援したナポレオンであり、実際のコルテスをかなり美化した内容となっており、政治的にはスペイン遠征に対する国民の賛同を得ることが意図されていた。

## 初演とその後
「成功は2年前の『ヴェスタの巫女』の時より大きかった。音楽の面では「本作はやはり磨き上げられた作品であり、またオペラの発展の上で初めての数多くの合唱と群衆シーンを伴う大掛かりな歴史オペラである。この群衆シーンのおかげで、この作品は特に騒がれ、評判をよんだのである」。
本作はフランス軍のスペインでの苦戦の影響もあってか1809年 11月28日の初演から1812年の1月まで24回の上演に留まった。しかし、本作はフランスを含め幾つかの国で上演され、特に王政復古期から1844年まではかなり成功していた。これは1817年の改訂版での上演であった。ドイツでは19世紀を通じて上演され続けたが、これを除けばフランスでは皇帝賛美の特別な機会を以外にはめったに上演されなくなってしまった。本作の成功はほとんど1817年の改訂版によっている。なお、1840年年までに約250回上演された。
アメリカ初演は1840年 4月11日にニューオリンズのオルレアン劇場で行われた。イギリスでは本作の初演は行われなかった。
半ば忘れ去られていたこのオペラは1951年にナポリで復活上演された。
近年の注目すべき上演としては2019年のフィレンツェ五月音楽祭での上演を挙げることができる。この上演は1809年の初演版を採用し、バレエを含めた包括的な内容となっており、録音・録画された。

## 演奏時間
第1幕：約1時間20分、第2幕：約52分、第3幕：約53分、合計：約4時間5分（1809年初演版）
第1幕：約45分、第2幕：約50分、第3幕：約35分、合計：約2時間10分（1817年改訂版）

## 登場人物
| 人物名                                         | 原語                              | 声域                    | 役                                | 初演のキャスト                                                         |
| ---------------------------------------------- | --------------------------------- | ----------------------- | --------------------------------- | ---------------------------------------------------------------------- |
| フェルナン・コルテス                           | Fernand Cortez                    | テノール （バリテノール | スペイン皇帝軍の メキシコ遠征隊長 | エティエンヌ・レネ                                                     |
| アルヴァール                                   | Alvar                             | バリトン                | フェルナン・コルテスの弟          | ラフォレ (Laforêt)                                                     |
| テラスコ                                       | Télasco                           | テノール                | メキシコの王子                    | フランソイワ・レエ                                                     |
| アマジリ                                       | Amazily                           | ソプラノ                | テラスコの妹                      | アレクサンドル=カロリーヌ・ブランシュ （Alexandrine-Caroline Branchu） |
| 大司祭                                         | Grand Prêtre de Mexicains         | バス                    | －                                | アンリ=エティエンヌ・デリヴィス （Henri-Étienne Dérivis）              |
| モラレス                                       | Moralèz                           | バス                    | コルテスの部下                    | ジャン=オノーレ・ベルタン （Jean-Honoré Bertin）                       |
| メキシコの役人                                 | Un Officier Mexicain              | テノール                | －                                | マルタン                                                               |
| スペインの役人                                 | Deux Officiers Espagnols          | テノール＆バス          | メキシコの捕虜                    | ルイ・ヌーリ アルベール                                                |
| アマジリの２人の侍女                           | Deux femmes de la suite d’Amazily | ソプラノ                | －                                | ラコンブ、レーヌ                                                       |
| モンテズュマ                                   | Montezuma                         | バス                    | メキシコの国王                    | 1809年初演版には登場しない。                                           |
| 合唱：メキシコの民衆、スペイン人の兵士、僧たち |                                   |                         |                                   |                                                                        |

## あらすじ（1809年初演版）
時と場所：1518年~ 1519年のメキシコ

### 第1幕
メキシコ市の大寺院

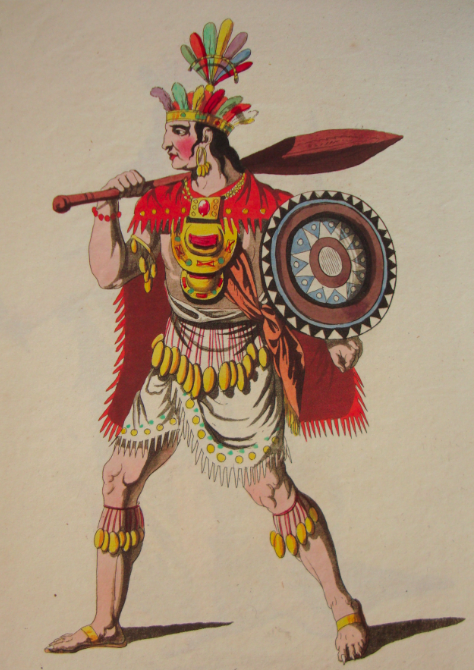
テラスコを演じるヨハン・ミヒャエル・フォーグル (1812年)

コルテスはメキシコ征服の途上にあり、メキシコの軍隊が予想より強大で簡単には打ち負かせないまま駐留していた。スペイン軍の兵士たちは、コルテスが自分の野望と栄光のために兵士たちに犠牲を強いるのではないかと心配し、祖国へ帰りたいと合唱している。そこへコルテスが忠実な部下モラレスを従えて現れる。コルテスは怖気づいた兵士たちを勇気づけ、再びコルテスに従うことを誓わせる。モラレスはコルテスと二人きりになると、メキシコ軍はもはやスペイン軍の武器を恐れなくなっており、捕虜として捕らえられているコルテスの弟アルヴァールと他の2人の兵士も生贄にされてしまうかもしれないと言う。さらに、コルテスのアマジリへの愛情も彼に拙速な判断を強いることになるかもしれないと言う懸念を表明する。コルテスはアマジリの命を救った少女であり、またコルテスを救ってくれもした、彼女は現地の人々を説得してもくれた彼女を愛していると正直に語り、モラレスを安心させる。すると、アマジリが姿を現すので、モラレスを下がらせる。アマジリはコルテスのもとに到着し、彼の弟アルヴァールは捕らえられて、生きていると伝える。しかし、大司祭は捕虜を神への生贄として捧げるために彼らを殺すべきだと主張している。モンテズュマ王は大司祭に反対するほどの威厳がないと言う。
テラスコが女性と子供の踊子たちを大勢従えて、コルテスの陣営にやって来る。そして、モンテズュマ王からの贈り物を渡す。コルテスも自らの剣を返礼としてテラスコに渡す。コルテスはテラスコに捕虜の交換を持ち掛ける。テラスコはそれには答えず、平和と停戦を提案し、踊り子たちに舞踏を披露させる。スペインの兵士たちはこれに骨抜きにされてしまう。テラスコはスペイン軍は海を渡ってこの国から立ち去れと言う。コルテスは立腹し、メキシコは邪悪な神官たちが生贄を神に捧げることで神の庇護を受け、国を支配している野蛮な状態だ、我々は神官たちからメキシコを解放するという使命を諦めないと言う。そして、海上に停泊していたスペインの軍船に火を放ち、我が軍がここから撤退する選択肢はないことを示し、モンテズュマ王の都に進軍すると宣言する。テラスコたちは恐れおののき、スペイン兵たちはもう帰国などできなくなり、コルテスに従う以外に道がないことを覚悟するのだった。

### 第2幕
スペイン皇帝軍陣営

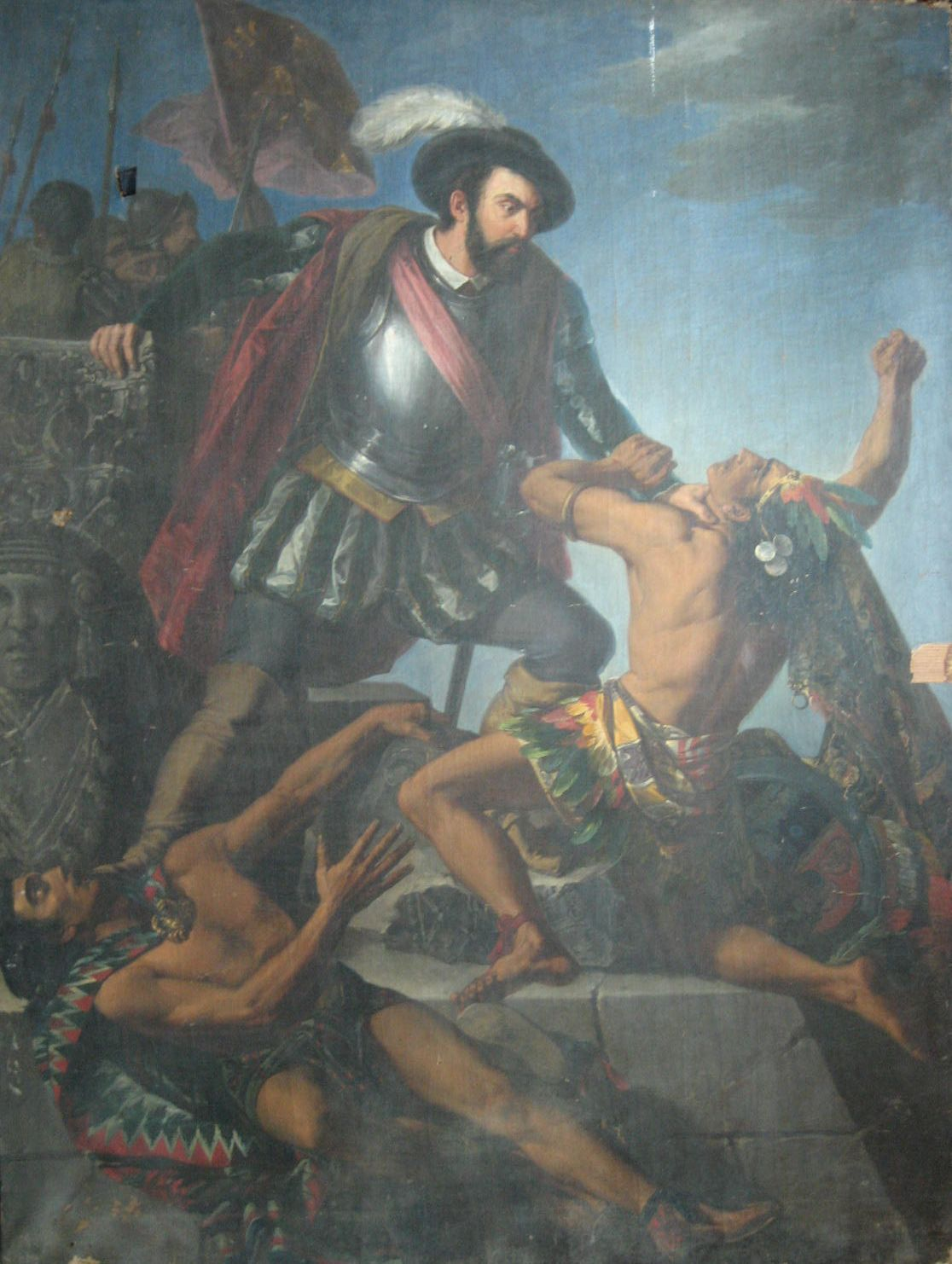
コルテス

戦意を取り戻したスペイン兵は大砲を引きずってメキシコの王都へ向かう。テラスコはメキシコの誰かがスペイン軍に内通しているのではないかと言う疑いを抱きつつ、スペイン軍に帯同させられる。アマジリがテラスコと話をしに来るが、テラスコは彼女がメキシコ人を裏切って、コルテスの奴隷となったとなじり、コルテスと別れて、部族の村に隠れろと言う。アマジリは自分が邪悪な神の生贄にされそうになり、供物台の上にのせられた時に兄のテラスコは何もしようとせず助けてくれなかったが、コルテスは勇敢にも彼女の命を救ってくれたと言い、兄の言うことに従う気持ちを示さない。そこへ、モンテズュマ王が捕虜交換に応じるという知らせが入り、コルテスはアマジリと結婚することにし、準備に取り掛かり、テラスコを結婚式に招待する。テラスコは嫌悪の情を拭い去れないと言い、立ち去る。コルテスは敵と戦ってもテラスコを守るからと言い、取り乱したアマジリを慰めようとする。しかしそこへ、モラレスが司祭たちはアルヴァールたちを解放するには別の生贄としてアマジリを要求しているという知らせをもって、戻ってくる。アマジリは勇敢にも自分の命を犠牲にする覚悟はできていると言うが、コルテスはこれに強く反対し、アルヴァール自身もそんな交換条件には嫌悪感を示すだろうと言う。モラレスはコルテスに兵士たちの願いも考慮するよう願うが、コルテスは断固として考えを変えず、兵士たちに闇夜に乗じて、王都を攻撃することを命じる。アマジリはもしアルヴァールが殺されれば、スペイン軍の兵士たちはアマジリのことを非難するだろうということを思い悩んで、対岸の王都目指して湖に飛び込み、泳ぎ始めるのだった。アマジリは対岸に泳ぎ着くと即座に捕らえられてしまう。この光景を見ていた踊り子たちから、コルテスはアマジリが捕まったことを聞いて、激しく狼狽する。踊り子たちは早く助けに行かなければ、アマジリは殺されてしまうと訴えるのだった。

### 第3幕
王都の寺院　

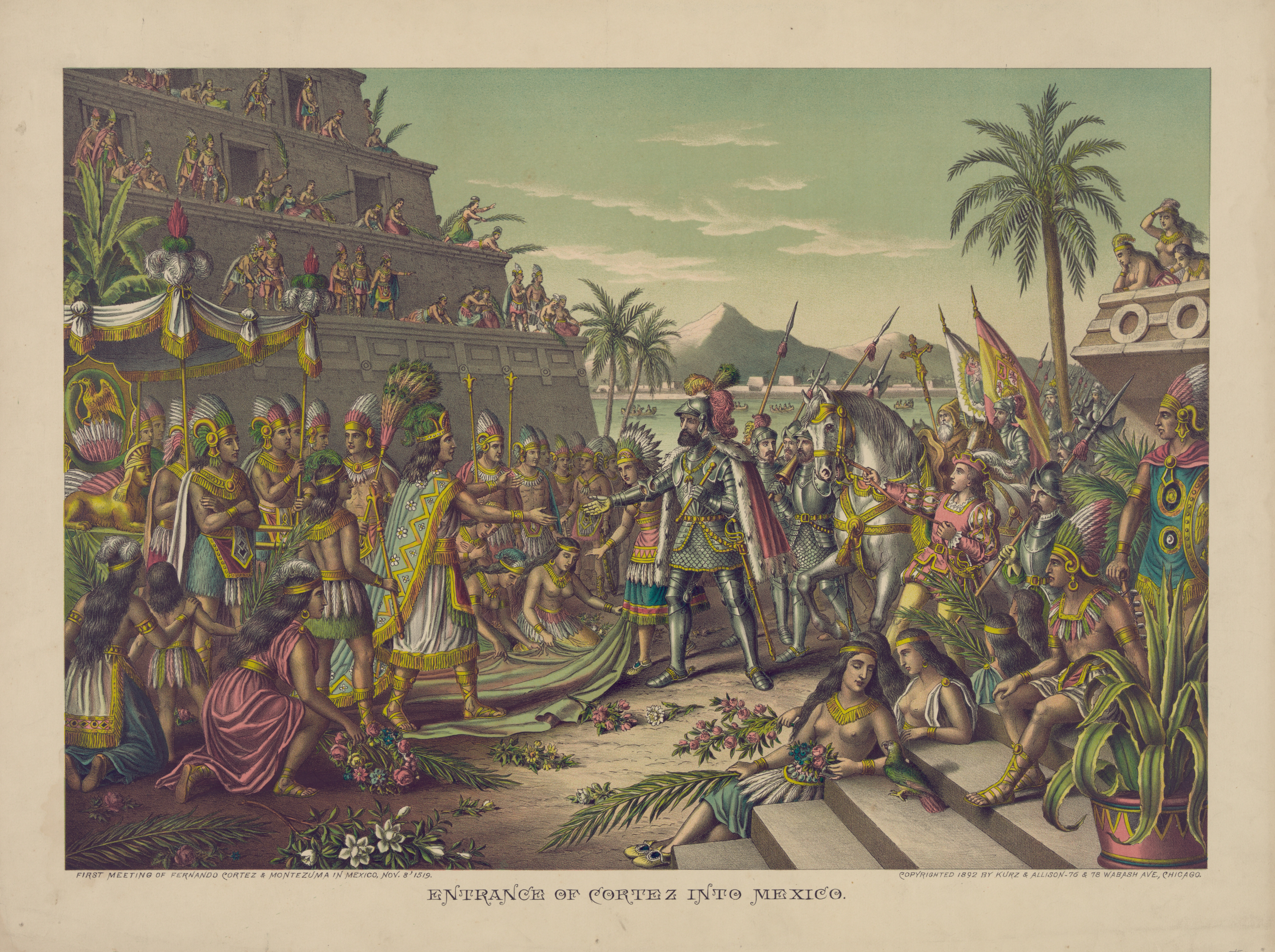
コルテスとモンテズュマ

アルヴァールと捕虜になっている仲間は祖国のために英雄として死ぬことを覚悟して待っている。テラスコは王に戦うように呼び寄せられるが、彼はまさに立ち去ろうとしていた。そこへ、アマジリがやって来て、司祭たちに彼女が戻れば、捕虜たちを解放すると言う彼らの申し出を実行するように言う。テラスコは自分の命に代えてもアマジリを守りたいので、この捕虜交換は断じて拒否すると言う。すると、伝令が王の軍隊はスペイン軍に撃退されてしまったという知らせを伝えにやって来る。テラスコはスペイン軍に対する困難な抵抗をするために即座に向かわなければならない。テラスコが立ち去ると大司祭はアマジリに生贄として即座に犠牲になることを命じ、これこそが神に報いる唯一の方法であると宣言する。しかしそこへ、モンテズュマ王が指揮したメキシコ軍を打ち破ったスペイン軍が寺院に侵入し、まさにアマジリが残虐にも殺されそうになった瞬間にコルテスが到着し、アマジリを救う。コルテスは大司祭たちを殺害するが、生き残ったメキシコ兵を許す。テラスコは敵の寛容さを受け入れ、コルテスと和解する。コルテスはメキシコの民衆を死と邪悪な宗教から救ったのだと言い。寺院内の邪教の偶像を破壊するよう命令し、スペイン軍とメキシコが友好的で平和的な絆が結ばれることを希望する。皆は旧世界と新世界の新たな同盟に歓喜して、終幕となる。

## 主な全曲録音・録画
| 年   | 配役 コルテス アマジリ アルヴァール 大司祭 テラスコ モラレス                                                                                   | 指揮者 管弦楽団 合唱団 | レーベル |
| ---- | --- | --- | --- |
| 1951 | ジーノ・ペンノ レナータ・テバルディ ピエロ・デ・パルマ アントニオ・カッシネッリ アルド・プロッティ アフロ・ポーリ                              | ニーノ・サンツォーニョ ナポリ・サン・カルロ劇場管弦楽団 サン・カルロ劇場合唱団                                                              | CD: Hardy Classic EAN:0675754796327 イタリア語歌唱                                                                   |
| 1974 | ブルーノ・プレヴェディ アンヘレス・グーリン アルド・ボッティオン ルイジ・ローニ アントニオ・ブランカス カルロ・デル・ボスコ                    | ロヴロ・フォン・マタチッチ RAI国立交響楽団 RAI国立交響合唱団                                                                                | CD:On Stage Records EAN:0172911471320 イタリア語歌唱                                                                 |
| 1998 | メレナ・マラス セシル・ペラン マルティアル・ドゥフォンテーヌ ジャン=マリー・ルナエール ジャン＝フィリップ・マルリエール アンドレ・デュシェーヌ | ジャン＝ポール・プナン スロヴァキア・フィルハーモニー管弦楽団 スロヴァキア・フィルハーモニー合唱団                                          | CD:Accord EAN:3229262066129 バレエを含む1817年版                                                                     |
| 2019 | ダリオ・シュムンク アレクシア・ヴルガリドゥ ダビー・フェリ・ドゥラ アンドレ・クルヴィユ ルカ・ロンバルド ジャンルカ・マルゲーリ                | ジャン＝リュック・タンゴー フィレンツェ五月音楽祭管弦楽団 フィレンツェ五月音楽祭合唱団 新トスカーナ・バレエ団 演出:チェチーリア・リゴーリオ | DVD:Dynamic EAN:4589538755140 CD:Dynamic EAN:4589538755164 フェデリコ・アゴスティネッリの 批判校訂による1809年初演版 |